# Luigi Anaclerio
Luigi Anaclerio (Bari, 1981. március 25. –) olasz labdarúgócsatár. Öccse a labdarúgó Michele Anaclerio.

## Pályafutása
Anaclerio pályafutását a Bariban kezdte, ahol 2000. november 19-én debütált a Seria A-ban a Lecce elleni bajnokin. A 2001-es kiesés után rendszeres játéklehetőséget kapott a 2001-02-es másodosztályú bajnokságban. A 2002-03-as idény második felét kölcsönben a Como csapatában töltötte. 2004-ben a Trevisohoz igazolt.
2006 júliusában csatlakozott a Hellas Veronához. Nem jutott sok játéklehetőséghez, így előbb kölcsönbe, majd végleg a Perugia csapatához került. A 2008-09-es szezonban visszatért Veronába, ahol tizenegy találkozón lépett pályára. 2009 augusztusában az Andria BAT igazolta le.